# Konferencja Katolickich Biskupów Stanów Zjednoczonych
Konferencja Katolickich Biskupów Stanów Zjednoczonych (ang. United States Conference of Catholic Bishops, USCCB) – konferencja episkopatu Stanów Zjednoczonych.

## Funkcjonowanie
Konferencja została założona w roku 1966. Składa się ze wszystkich aktywnych i emerytowanych członków hierarchii obrządku łacińskiego i wschodniego (tj. kardynałów, biskupów diecezjalnych, biskupów pomocniczych i koadiutorów) z terenów Stanów Zjednoczonych i Amerykańskich Wysp Dziewiczych. Swą obecną nazwę instytucja ta uzyskała 1 lipca 2001 z połączenia Krajowej Konferencji Biskupów Katolickich - National Conference of Catholic Bishops (NCCB) z jej świeckim ramieniem, tj. Konferencją Katolików Amerykańskich - United States Catholic Conference (USCC). Siedziba USCCB znajduje się w Waszyngtonie. Składa się z 16 stałych komisji, a także innych działów, sekretariatów i biur. Konferencja spotyka się dwa razy do roku (w czerwcu i listopadzie). Pomiędzy tymi spotkaniami USCCB jest zarządzana przez Komitet Administracyjny. Istnieje również Komitet Wykonawczy składający się z przewodniczącego konferencji, wiceprzewodniczącego i sekretarza (wszyscy muszą być biskupami). Wszystkie główne stanowiska w instytucji są kadencyjne (kadencja trwa trzy lata).

## Struktura
Zarządzanie
- Komitet Administracyjny (Administrative Committee) - abp Timothy Broglio (przewodniczący episkopatu)
- Wiceprzewodniczący Komitetu Administracyjnego (Vice President) - abp William Lori (wiceprzewodniczący episkopatu)
- Komitet Budżetu i Finansów (Committee on Budget and Finance) - bp Michael Bransfield[1] (skarbnik)
- Komisja Priorytetów i Planów (Committee on Priorities and Plans) - bp George Murry[2] (sekretarz)
- Komitet Wykonawczy (Executive Committee) - kard. Daniel DiNardo (przewodniczący)

Główne Komisje i ich przewodniczący
- Komisja ds. Kanonicznych i Zarządzania Kościołem (Committee on Canonical Affairs and Church Governance) - bp Robert Deeley
- Komisja ds. Edukacji Katolickiej (Committee on Catholic Education) - abp George Joseph Lucas
- Komisja ds. Duchowieństwa, Życia Zakonnego i Powołań (Committee on Clergy, Consecrated Life, and Vocations) - bp Michael Burbidge
- Komisja ds. Komunikacji (Committee on Communications) - bp Christopher Coyne
- Komisja ds. Różnorodności Kulturowej w Kościele (Committee on Cultural Diversity in the Church) - abp Gustavo Garcia-Siller
- Komisja ds. Kultu Bożego (Committee on Divine Worship) - bp Arthur Serratelli
- Komisja ds. Nauki Katolickiej (Committee on Doctrine ) - abp Allen Vigneron
- Komisja ds. Ekumenicznych i Międzyreligijnych (Committee on Ecumenical and Interreligious Affairs) - bp Joseph Bambera
- Komisja ds. Ewangelizacji i Katechezy (Committee on Evangelization and Catechesis) - bp Robert Barron
- Komisja ds. Sprawiedliwości i Rozwoju Człowieka (Committee on Domestic Justice and Human Development ) - abp Thomas Wenski
- komisja ds. Sprawiedliwości i Pokoju (Committee on International Justice and Peace) - abp Timothy Broglio
- Komisja ds. Święckich, Małżeństw, Rodzin i Młodzieży (Committee on Laity, Marriage, Family Life, and Youth) - abp Charles Chaput
- Komisja ds. Migracji (Committee on Migration ) - bp Joe Vásquez
- Komisja ds. Zbiorów Narodowych (Committee on National Collections) - abp Thomas Rodi
- Komitet Pro-Life (Committee on Pro-Life Activities) - kard. Timothy Dolan
- Komisja ds. Ochrony Dzieci i Młodzieży (Committee on the Protection of Children and Young People) - bp Timothy Doherty
- Komisja ds. Wolności Religijnej (Ad Hoc Committee for Religious Liberty) - abp William Lori

## Dotychczasowi przewodniczący i diecezja, którą wówczas zarządzali
- kard. John Dearden (1966-1971) – archidiecezja Detroit
- kard. John Krol (1971-1974) – archidiecezja Filadelfii
- abp Joseph Bernardin (1974-1977) – archidiecezja Cincinnati
- abp John Raphael Quinn (1977-1980) – archidiecezja San Francisco
- abp John Robert Roach (1980-1983) – archidiecezja Saint Paul i Minneapolis
- bp James William Malone (1983-1986) – diecezja Youngstown
- abp John May (1986-1989) – archidiecezja St. Louis
- abp Daniel Pilarczyk (1989-1992) – archidiecezja Cincinnati
- kard. William Keeler (1992-1995) – archidiecezja Baltimore
- bp Anthony Pilla (1995-1998) – diecezja Cleveland
- bp Joseph Fiorenza (1998-2001) – diecezja Galveston, pierwszy przewodniczący USCCB
- bp Wilton Gregory (2001-2004) – diecezja Belleville
- bp William Skylstad (2004-2007) – diecezja Spokane
- kard. Francis George OMI (2007-2010) – archidiecezja Chicago
- kard. Timothy Dolan (2010-2013) – archidiecezja Nowy Jork
- abp Joseph Kurtz (2013–2016) – archidiecezja Louisville
- kard. Daniel DiNardo (2016-2019) – archidiecezja Galveston-Houston
- abp José Horacio Gómez (2019-2022) – archidiecezja Los Angeles
- abp Timothy Broglio – archidiecezja Wojskowa Stanów Zjednoczonych Ameryki (od 2022)